# Параллелограмм

Параллелограмм

Параллелогра́мм (др.-греч. παραλληλόγραμμον ← παράλληλος — параллельный + γραμμή — линия) — четырёхугольник, у которого противолежащие стороны попарно параллельны, то есть лежат на параллельных прямых. Существуют другие варианты определения.
Частными случаями параллелограмма являются прямоугольник (все углы прямые), ромб (все стороны равны) и квадрат (прямоугольник и ромб одновременно). Параллелограмм, не являющийся прямоугольником или ромбом называют ромбоидом (при этом в литературе первой половины XX века термином «ромбоид» иногда именовался дельтоид). 
Используется для указания ввода, вывода в графических алгоритмах.

## Свойства

Противоположные стороны параллелограмма равны, а диагонали в точке пересечения делятся пополам.

Сумма углов у основания параллелограмма равна 180°

Противолежащие стороны параллелограмма и противолежащие углы параллелограмма — равны. Сумма углов, прилежащих к одной (любой) стороне, равна 180° (по свойству параллельных прямых).
Диагонали параллелограмма пересекаются, и точка пересечения делит их пополам. Точка пересечения диагоналей является центром симметрии параллелограмма. Параллелограмм диагональю делится на два равных треугольника. Средние линии параллелограмма пересекаются в точке пересечения его диагоналей. В этой точке две его диагонали и две его средние линии делятся пополам.
Стороны параллелограмма {\displaystyle a,b} и опущенные на них высоты {\displaystyle h_{a},h_{b}} соотносятся следующим образом:
{\displaystyle {\frac {a}{b}}={\frac {h_{b}}{h_{a}}}}
Тождество параллелограмма: сумма квадратов диагоналей параллелограмма равна удвоенной сумме квадратов его двух смежных сторон:
{\displaystyle d_{1}^{2}+d_{2}^{2}=2(a^{2}+b^{2})},
где {\displaystyle a} и {\displaystyle b} — длины смежных сторон, а Невозможно разобрать выражение (SVG (MathML можно включить с помощью плагина для браузера): Недопустимый ответ («Math extension cannot connect to Restbase.») от сервера «http://localhost:6011/ru.wikipedia.org/v1/»:): {\displaystyle d_1}
 и {\displaystyle d_{2}} — длины диагоналей.
Тождество параллелограмма есть простое следствие формулы Эйлера для произвольного четырехугольника: учетверённый квадрат расстояния между серединами диагоналей равен сумме квадратов сторон четырёхугольника минус сумма квадратов его диагоналей. У параллелограмма противоположные стороны равны, а расстояние между серединами диагоналей равно нулю.
Аффинное преобразование всегда переводит параллелограмм в параллелограмм. Для любого параллелограмма существует аффинное преобразование, которое отображает его в квадрат.
Четырёхугольник, вершины которого совпадают с серединами сторон произвольного четырёхугольника, является параллелограммом, стороны которого параллельны диагоналям исходного четырёхугольника (вариньонов параллелограмм).

## Признаки параллелограмма
Четырёхугольник {\displaystyle \square ABCD} является параллелограммом, если выполняется одно из следующих условий (в этом случае выполняются и все остальные):
- у четырёхугольника без самопересечений две противоположные стороны одновременно равны и параллельны: {\displaystyle AB=CD} и {\displaystyle AB\parallel CD};
- все противоположные углы попарно равны: {\displaystyle \angle A=\angle C} и {\displaystyle \angle B=\angle D};
- у четырёхугольника без самопересечений все противоположные стороны попарно равны: {\displaystyle AB=CD} и {\displaystyle BC=DA};
- все противоположные стороны попарно параллельны: {\displaystyle AB\parallel CD} и Невозможно разобрать выражение (SVG (MathML можно включить с помощью плагина для браузера): Недопустимый ответ («Math extension cannot connect to Restbase.») от сервера «http://localhost:6011/ru.wikipedia.org/v1/»:): {\displaystyle BC \parallel DA}
;
- диагонали делятся в точке их пересечения пополам: {\displaystyle AO=OC} и {\displaystyle BO=OD}, где {\displaystyle O} — точка пересечения диагоналей;
- сумма средних линий выпуклого четырёхугольника равна его полупериметру;
- сумма квадратов диагоналей равна сумме квадратов сторон выпуклого четырёхугольника: {\displaystyle AC^{2}+BD^{2}=AB^{2}+BC^{2}+CD^{2}+DA^{2}}.

## Площадь параллелограмма

Площадь параллелограмма, выражение через высоту

Площадь параллелограмма равна произведению его основания на высоту: {\displaystyle S=bh}, где {\displaystyle b} — сторона, {\displaystyle h} — высота, проведённая к этой стороне. Также площадь параллелограмма может быть вычислена как произведение длин его смежных сторон {\displaystyle a} и {\displaystyle b} и синуса угла {\displaystyle \alpha } между ними: {\displaystyle S=ab\sin \alpha }.
Ещё один способ определения площади параллелограмма — через длины смежных сторон {\displaystyle a} и {\displaystyle b} и длину любой из диагоналей {\displaystyle d} по формуле Герона как сумма площадей двух равных примыкающих треугольников:
{\displaystyle S=2\cdot {\sqrt {p(p-a)(p-b)(p-d)}}},
где {\displaystyle p=(a+b+d)/2}.